# Mathieu Bizouard-Bert
Mathieu Bizouard-Bert est un homme politique français né le 10 juin 1826 à Saulieu (Côte-d'Or) et décédé le 26 avril 1898 à Saulieu.
Licencié en droit, il reprend l'entreprise familiale de tannerie, à Saulieu. Conseiller municipal de Saulieu en 1860, il est conseiller général de 1886 à 1898 et député de la Côte-d'Or de 1889 à 1898, inscrit au groupe Républicain radical. 

## Sources
- « Mathieu Bizouard-Bert », dans le Dictionnaire des parlementaires français (1889-1940), sous la direction de Jean Jolly, PUF, 1960 [détail de l’édition]